# Hrib pri Rožnem Dolu
Hrib pri Rožnem Dolu este o localitate din comuna Semič, Slovenia.